# 가와카미촌 (와카야마현)
가와카미촌(川上村)은 와카야마현 히다카군에 있던 촌이다. 현재의 히다카가와정의 동부에 해당한다.

## 역사
- 1889년 4월 1일 - 정촌제 시행에 의해 10개 촌의 구역을 가지고 성립하였다.
- 1953년 7월 17일, 18일 - 기슈 대수해가 발생하여, 응급주택 141가구 건설이 진행되었으나 완공이 늦어져 주거환경이 악화되었다.
- 1956년 3월 31일 - 소가와촌과 합병해 미야마촌이 성립하여, 동일 가와카미촌은 폐지되었다.

## 참고문헌
- 『가도카와 일본 지명 대사전 30 和歌山県』